# Wamego (Kansas)
Wamego es una ciudad ubicada en el condado de Pottawatomie, Kansas, Estados Unidos. Tiene una población estimada, a mediados de 2021, de 4860 habitantes.

## Geografía
La localidad está ubicada en las coordenadas 39°12′19″N 96°18′36″O / 39.20528, -96.31000 (39.205263, -96.310126).

## Demografía
Según la Oficina del Censo, en 2000 los ingresos medios de los hogares de la localidad eran de $38,115 y los ingresos medios de las familias eran de $46,017. Los hombres tenían ingresos medios por $29,881 frente a los $21,974 que percibían las mujeres. Los ingresos per cápita para la localidad eran de $16,307. Alrededor del 8.6% de la población estaba por debajo del umbral de pobreza.
De acuerdo con la estimación 2017-2021 de la Oficina del Censo, los ingresos medios de los hogares de la localidad son de $66,358 y los ingresos medios de las familias son de $76,385. Alrededor del 14.8% de la población está por debajo del umbral de pobreza.

## Personalidades destacadas
- Walter Chrysler, fundador de la empresa automotriz Chrysler Corporation.